# Máximo el Confesor
Máximo el Confesor (también conocido como Máximo el Teólogo y Máximo de Constantinopla) (c. 580 - 13 de agosto de 662) fue un monje, teólogo y erudito cristiano, considerado padre de la Iglesia. En su juventud, fue funcionario y asesor del Emperador bizantino Heraclio, pero dejó el servicio público para dedicarse a la vida monástica.
Después de mudarse a Cartago, estudió las obras de varios pensadores neoplatónicos y se convirtió en un escritor prominente. Cuando uno de sus amigos empezó a adoptar la postura cristológica conocida como monotelismo, Máximo se vio involucrado en la controversia teológica, en la cual apoyó la postura calcedoniana que afirmaba que Jesús de Nazaret tenía voluntad tanto humana como divina. Sus posiciones cristológicas fueron perseguidas y llevaron a su tortura y destierro, durante el que murió. Sin embargo, su teología fue confirmada por el Tercer Concilio de Constantinopla y fue venerado como santo poco tiempo después de su muerte y uno de los teólogos más importantes de la época patrística.
Su festividad se celebra dos veces al año: el 13 de agosto en la Iglesia occidental y el 21 de enero en la oriental. Su título de «confesor de la fe» significa que sufrió por la fe cristiana, pero no murió mártir. Su Vida de la Virgen es considerada la primera biografía completa de María, madre de Jesús.

## Vida

### Problemas historiográficos
Se sabe muy poco acerca de los detalles de la vida de Máximo antes de su participación en los conflictos políticos y teológicos de la polémica monotelita. Tradicionalmente, la principal fuente para la biografía del Confesor ha sido la hagiografía anónima del siglo X catalogada como BHG 1234 y recogida en la Patrologia Graeca de Jacques Paul Migne. En años recientes, sin embargo, la biografía tradicional ha sido cuestionada por la investigación. Se ha demostrado que el autor o compilador de BHG 1234 utilizó una de las biografías de Teodoro el Estudita (BHG 1755) para rellenar los periodos oscuros de la vida de Máximo. El compilado anónimo de BHG 1234 recogió diversos relatos de su tiempo, en los que sin embargo no se hablaba nada de los primeros años del teólogo, lo que ha hecho que otros escritos, especialmente la biografía de Máximo escrita por sus oponentes maronitas, ganen credibilidad.

### Infancia y juventud
Según la hagiografía tradicional, Máximo nació en Constantinopla. Sin embargo, la biografía maronita establece el lugar nacimiento en alguna localidad de Palestina, un dato concordante con los escasos datos que se pueden extraer de los propios escritos de Máximo, según la argumentación de C. Boudignon.
Su posición como secretario personal de Heraclio ha sido tomado como una indicación de que Máximo nació en una familia de la nobleza bizantina. Por razones desconocidas, Máximo abandonó la vida pública y tomó los votos monásticos en el monasterio bajo la protección del general bizantino Filípico en Crisópolis, una ciudad al otro lado del Bósforo y más tarde conocido como Scutari, la ciudad turca de Üsküdar). Poco tiempo después, Máximo fue elevado al puesto de abad del monasterio.
Cuando el Imperio sasánida conquistó Anatolia, Máximo se vio obligado a huir a un monasterio cerca de Cartago. Allí quedó bajo la tutela de san Sofronio y comenzó a estudiar los escritos cristológicos de Gregorio Nacianceno y Pseudo Dionisio Areopagita. Fue también durante su estancia en Cartago cuando Máximo comenzó su carrera como escritor teológico y espiritual. Máximo fue tenido en muy alta estima por el exarca y la población, con fama de hombre santo, convirtiéndose en un influyente asesor político no oficial y virtual jefe espiritual del norte de África. De esta época proviene su expresión más célebre: "La teología sin práctica es la teología de los demonios".[cita requerida]

### Controversia monotelita

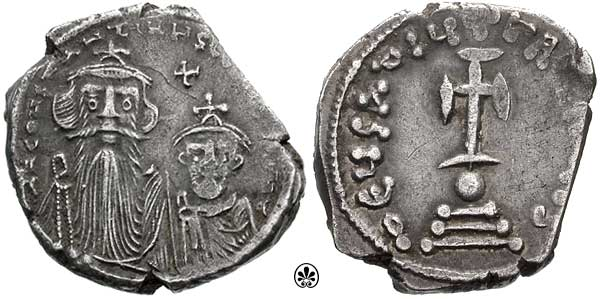
Hexagramma de plata del emperador Constante II con su hijo, Constantino IV. Constante II apoyaba el monotelismo y mandó torturar y exiliar a Máximo por su rechazo a esta doctrina.

Durante la estancia de Máximo en Cartago estalló una importante controversia teológica sobre cómo entender la interacción entre las naturalezas humana y divina de la persona de Jesucristo. Este debate cristológico fue el último de los grandes desacuerdos surgidos tras el Primer Concilio de Nicea, celebrado en el año 325, que se intensificaron tras el Concilio de Calcedonia en 451. La posición monotelita fue desarrollada como un compromiso entre el diofisismo y el miafisismo, doctrina que defendía que el diofisismo era conceptualmente indistinguible del nestorianismo, una enseñanza ya condenada como herética. Los monotelitas se adhirieron a la definición de Calcedonia de la unión hipostática: en la persona de Cristo se unieron dos naturalezas, una divina y una humana. Sin embargo, añadieron que Cristo tenía únicamente una voluntad divina y ninguna humana (el término monotelita deriva del griego "una voluntad"), lo que llevó a algunos a condenarles como monofisitas del tipo apolinarista.
La posición monotelita fue promulgada por el Patriarca de Constantinopla Sergio I y por Pirro, amigo de Máximo y su sucesor como abad de Crisópolis. Tras la muerte de Sergio en 638, le sucedió como Patriarca Pirro, pero poco fue depuesto debido a circunstancias políticas. Durante el exilio de Pirro de Constantinopla, Máximo y el depuesto Patriarca celebraron un debate público sobre la cuestión del monotelismo. En el debate, que se celebró en presencia de muchos obispos del norte de África, Máximo defendió la posición diotelita ("dos voluntades"), es decir, que Jesús poseía tanto una voluntad divina como una humana. El resultado del debate fue que Pirro admitió el error de la posición monotelita, y Máximo lo acompañó a Roma en 645. Sin embargo, entre la muerte del emperador Heraclio I y el ascenso como emperador de Constante II, Pirro regresó a Constantinopla y se retractó de su aceptación de la posición diotelita.

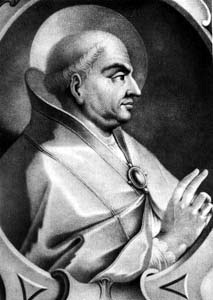
El papa san Martín I, condenado junto a Máximo el Confesor.

Máximo probablemente permaneció en Roma, porque estuvo presente cuando el recién elegido papa Martín I convocó el Concilio de Letrán en la Basílica de Letrán de la Ciudad Eterna. Esta reunión es conocida generalmente como primer o segundo sínodo lateranense, y no está reconocida como Concilio Ecuménico. En ella, los 105 obispos presentes condenaron el monotelismo en las actas oficiales del sínodo, que algunos creen que pudieron haber sido escritas por Máximo. Fue en Roma donde el papa Martín y Máximo fueron detenidos en 653 por el exarca de Rávena, Teodoro Calíope, bajo las órdenes de Constante, que apoyaba el monotelismo. El papa Martín fue condenado tras una parodia de juicio en la Capital Imperial, Constantinopla, donde murió, por lo que se lo considera como el último obispo de Roma — o sumo pontífice, venerado como mártir.

### Juicio y exilio
El rechazo de Máximo al monotelismo le provocó ser llevados prisionero a la capital imperial de Constantinopla para ser juzgado como hereje en 658.[cita requerida] En la capital, la doctrina monotelita había ganado el favor del emperador y del patriarca. Máximo se mantuvo firme en su enseñanza ditelita y permaneció en el exilio durante cuatro años.[cita requerida]
En 662, Máximo fue juzgado de nuevo y una vez más fue declarado culpable de herejía. Tras el juicio, fue torturado y condenado a perder la lengua, para que no pudiera enseñar su doctrina y su mano derecha, para que no pudiera escribir cartas. Una vez cortada su lengua y su mano derecha, Máximo fue desterrado a la región de la Lázica o la Cólquida, en la moderna Georgia y estuvo preso en la fortaleza de Schemarum, quizás correspondiente a Muris-Tsikhe, cerca de la moderna ciudad de Tsageri. Murió poco después, el 13 de agosto de 662. Los castigos sufridos por Máximo debido a la defensa de la fe y las condiciones de su exilio le granjearon el carácter de mártir en vida para muchos, pero, al no morir in odium fidei durante las torturas, se le otorgó desde muy temprano el título de «confesor de la fe».[cita requerida] Las actas de los juicios de Máximo fueron recogidos posteriormente por el antipapa Anastasio.[cita requerida]

## Legado

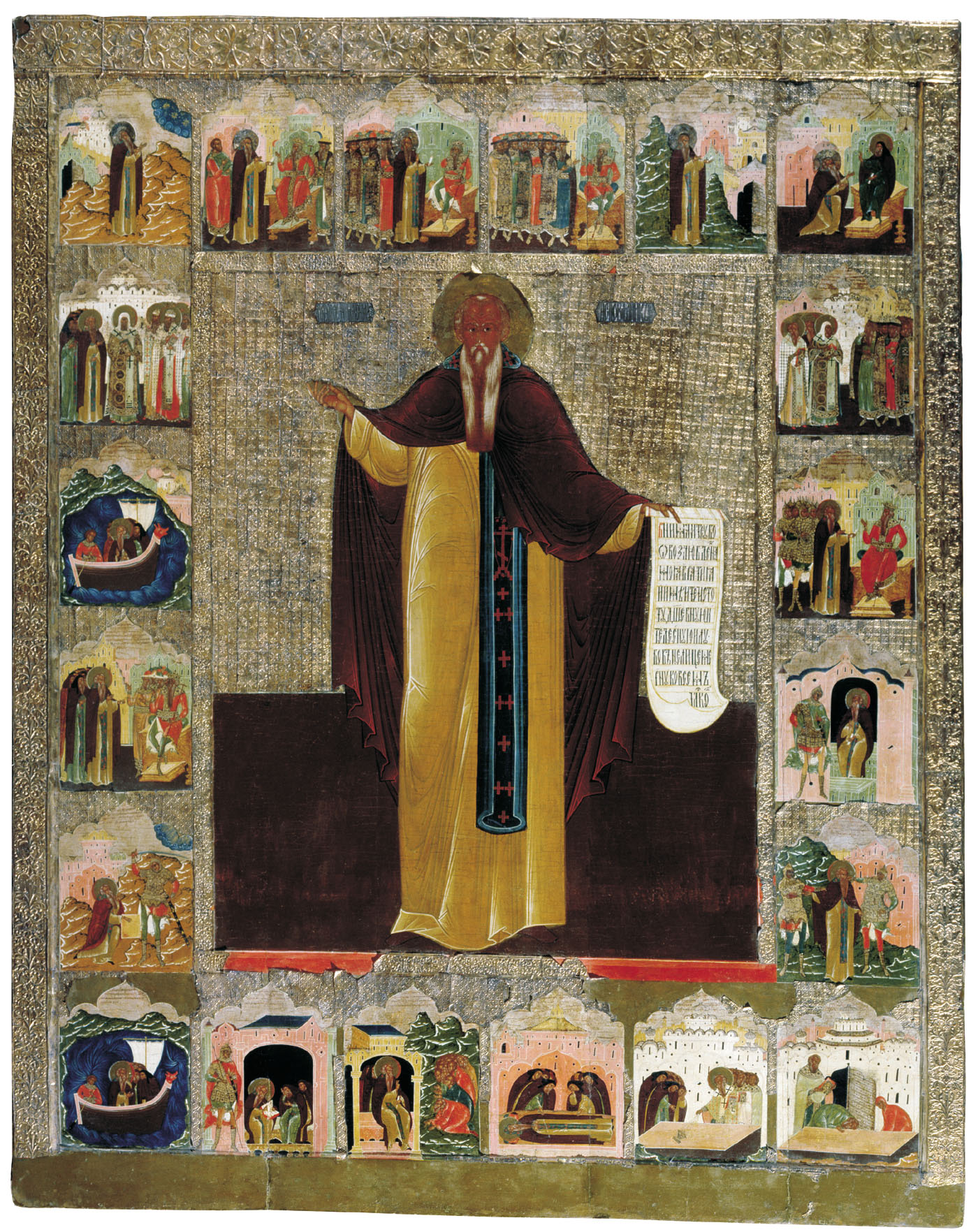
Máximo el Confesor y sus milagros. Icono de la escuela Stróganov, pintado a principios del y expuesto en Solvychegodsk.

Junto con el papa Martín I, Máximo fue rehabilitado por el Concilio de Constantinopla III (el sexto Concilio Ecuménico, celebrado entre los años 680 y 681), que declaró que Jesucristo poseía una voluntad humana y una divina.[cita requerida] Con esta declaración, el monotelismo se convirtió en herejía, y Máximo fue declarado póstumamente inocente de todos los cargos contra él.[cita requerida]
Máximo fue venerado como santo poco después de su muerte, sin necesidad de decreto oficial.[cita requerida] La reivindicación de la posición teológica de Máximo le hizo muy popular una generación después de su muerte, y su causa se vio fortalecida por los relatos de milagros en su tumba. Por ejemplo, algunos relatos recogen que "tres velas aparecieron sobre la tumba de san Máximo y ardían milagrosamente. Éste era un signo de que Máximo había sido un lucero de recta doctrina durante su vida y que continúa luciendo como ejemplo de virtud para todos". Según las crónicas de la época, se registraron numerosas curaciones en su tumba.[cita requerida]

## Posiciones teológicas

### Influencia neoplatónica
Como estudiante del Pseudo Dionisio, Máximo fue uno de muchos teólogos cristianos que conservaron e interpretaron la filosofía neoplatónica anterior, incluyendo el pensamiento de figuras como Plotino y Proclo en la reflexión cristiana.[cita requerida] El trabajo de Máximo sobre el Pseudo Dionisio fue continuado por Juan Scoto Erígena a petición de Carlos el Calvo dos siglos después.
La influencia platónica en el pensamiento de Máximo puede verse más claramente en su antropología teológica, que se expone especialmente en las obras Ambigua in Gregorium Nazianzenum y Mistagogia. Aquí, Máximo adoptó el modelo platónico de exitus-reditus ("salida y retorno"), enseñando que la humanidad fue hecha como imagen de Dios y el propósito de la salvación es volver a la unidad con Dios. Este énfasis en la divinización o theosis permite incluir a Máximo en la tradición teológica oriental, ya que estos conceptos siempre han ocupado un lugar importante en el cristianismo ortodoxo.

### Cristología
Cristológicamente, Máximo insistió en un estricto diofisismo, que puede verse como un corolario del énfasis en la doctrina de la theosis. En términos de salvación, la humanidad busca estar plenamente unida con Dios. Para Máximo, esto es posible porque Dios primero fue completamente unido con la humanidad en la encarnación. Si Jesucristo no fue plenamente humano (si, por ejemplo, sólo tenía voluntad divina y no humana), entonces ya no era posible la salvación, pues la humanidad no puede ser totalmente divina. Esta encarnación es, además, incondicional. En palabras del papa Benedicto XVI:

"San Máximo afirma con gran decisión: la Sagrada Escritura no nos muestra a un hombre amputado, sin voluntad, sino a un verdadero hombre, completo: Dios, en Jesucristo, realmente asumió la totalidad del ser humano —obviamente excepto en el pecado—, por tanto, también una voluntad humana. Dicho así, parecería claro: Cristo, ¿es o no es hombre? Si es hombre, tiene también voluntad. Pero entonces surge el problema: de este modo, ¿no se cae en una especie de dualismo? ¿No se acaba presentando dos personalidades completas: razón, voluntad, sentimiento? ¿Cómo superar el dualismo, conservar la plenitud del ser humano y defender la unidad de la persona de Cristo, que no era esquizofrénico? San Máximo demuestra que el hombre encuentra su unidad, su integración, la totalidad en sí mismo, pero superándose a sí mismo, saliendo de sí mismo. De este modo, en Cristo, al salir de sí mismo, el hombre se encuentra a sí mismo en Dios, en el Hijo de Dios."
Benedicto XVI, Sobre Máximo el Confesor, 

### Soteriología
En cuanto a la teología de la salvación, Máximo ha sido descrito como un defensor de la apocatástasis  o reconciliación universal, la idea de que todas las almas racionales serán eventualmente redimidas, en la línea de Orígenes y Gregorio de Nisa. Aunque el alineamiento de Máximo con esta teoría ha sido disputada por teólogos como Hans Urs von Balthasar, otros han argumentado que Máximo compartió esta creencia en la redención universal con sus alumnos espiritualmente más maduros.

## Recepción
Exceptuando la obra de Juan Escoto Erígena, Máximo fue ignorado en gran medida por los teólogos occidentales hasta años recientes. Varias referencias en artículos de Hans Urs von Balthasar y el libro Systematic Theology de Robert Jenson, escrito a finales de la década de 1990, son ejemplos de cómo los teólogos occidentales están redescubriendo la obra de Máximo.
La situación es diferente en el cristianismo ortodoxo, donde Máximo siempre ha sido influyente. Pensadores como Simeón el Nuevo Teólogo y Gregorio Palamás se consideran herederos intelectuales de Máximo.[cita requerida] Además, una serie de obras de Máximo se incluyeron en la Filocalia, una colección de algunos de los más influyentes escritores místicos cristianos en griego.[cita requerida]

## Obras
Su obra escrita es muy considerable y se halla recogida en la Patrología Griega: Disputatio cum Pyrrho; Scholia in beati Dyonisii libros; Questiones ad Thalassium in locus Sacrae Scripturae difficiles, que con Ambigua in Gregorium Nazianzenum constituyen lo más destacado de su producción; Brevis enarratio Christiani Paschatis; Computo ecclesiastico; el diálogo Liber asceticus entre un monje joven y su director espiritual; y unos extractos -cinco centurias- de Diversa capita ad theologiam et oeconomiam spectantia, deque virtude et vitio. No obstante la variedad de los escritos de Máximo, basta un breve análisis de los mismos para sacar en consecuencia que su preocupación constante es esencialmente cristológica y que la resolución de los problemas que se le plantean se funda no solamente en argumentos teológicos sino también filosóficos, en buena parte deducidos de la doctrina de Aristóteles.

### Ediciones en español
- Máximo de Crisópolis (Máximo el Confesor) (1996). Meditaciones sobre la agonía de Jesús. Editorial Ciudad Nueva. ISBN 978-84-89651-01-2.
- Máximo de Crisópolis (Máximo el Confesor) (1997). Tratados espirituales. Editorial Ciudad Nueva. ISBN 978-84-89651-23-4.